# Katastrofa górnicza w kopalni Zofiówka (2022)
Katastrofa górnicza w KWK Zofiówka – miała miejsce 23 kwietnia 2022 roku w zakładzie Ruch „Zofiówka” w Jastrzębiu-Zdroju, należącym do zespolonej kopalni „Borynia-Zofiówka”. W jej wyniku zginęło 10 górników. Przyczyną katastrofy był wysokoenergetyczny wstrząs połączony z wyrzutem metanu.

## Katastrofa
Wstrząs i wyrzut metanu miał miejsce 23 kwietnia 2022 roku o godzinie 3:40 w przodku D4a na poziomie 900. Energia wstrząsu w chodniku o długości 1160 metrów w pokładzie 412 na poziomie 900 metrów wyniosła 1×10 do 6 dżula (co odpowiada magnitudzie 2,21). W rejonie wypadku znajdowało się 62 górników, 52 z nich wyszło o własnych siłach. Nie było kontaktu z dziesięcioma pracownikami przodka.

## Akcja ratunkowa
Zgłoszenie do akcji ratowniczej otrzymała Centralna Stacja Ratownictwa Górniczego 23 kwietnia 2022 roku o godzinie 4. Zadysponowano dwa zawodowe zastępy ratownictwa górniczego z Centralnej Stacji Ratownictwa Górniczego w Bytomiu, dwa zastępy dyżurujące z Okręgowej Stacji Ratownictwa Górniczego w Wodzisławiu Śląskim (która zabezpiecza KWK Zofiówka). W pierwszym dniu katastrofy akcja ratunkowa przebiegła w trudnych warunkach, a popołudniem do przejścia ratownikom pozostawało jeszcze około 300 metrów z liczącego ponad 1160 metrów chodnika. W działaniach w kopalni Zofiówka uczestniczyło w tym czasie już 12 zastępów ratowników górniczych.
Wieczorem 23 kwietnia ratownicy dotarli do czterech poszukiwanych górników, z którymi utracono kontakt po wstrząsie w chodniku D4a. Zastęp ratowniczy znalazł ich około 220 metrów od czoła przodka. Ratownicy musieli się jednak wycofać, bo kończył im się tlen w butlach.
W nocy 24 kwietnia potwierdzono śmierć pierwszego z poszkodowanych, zaś w kolejnych godzinach śmierć dalszych 3 odnalezionych górników.
25 kwietnia poinformowano o śmierci już 6 ofiar. W tym dniu ratownicy pracowali około 80-150 metrów od czoła przodka. Późnym wieczorem 25 kwietnia ratownicy górniczy zlokalizowali lampy czterech poszukiwanych górników. Lokalizator wskazał, że lampy znajdują się w zalewisku, w odległości od dwunastu do piętnastu metrów od ostatniej zabudowanej lutni, 56 metrów od czoła przodka. W nocy z 25 na 26 kwietnia pomimo rozlewiska ratownicy dołożyli jeszcze kolejny odcinek lutni i rozpoczęli wypompowywanie wody z zalewiska.
26 kwietnia, po obniżeniu lustra wody o około pół metra, ratownicy dotarli do jednego z poszukiwanych górników w chodniku D-4a, następnie do kolejnych. Odwadnianie prowadzone było w sposób ciągły. Później, pomimo wysokiego poziomu wody, namierzono urządzeniami lokalizacyjnymi poszukiwanych górników. Zastęp przystąpił do ich uwolnienia i wytransportowania na powierzchnię. W tym dniu po 90 godzinach akcji ratownicy odnaleźli wszystkich zaginionych górników.
27 kwietnia JSW poinformowała, że ostatni z górników został przetransportowany na powierzchnię, a akcja zakończyła się. W wyniku wstrząsu zginęło 10 górników. Trzech z nich było pracownikami firmy zewnętrznej, ZOK sp. z o.o..

## Następstwa
Na terenie całego województwa śląskiego w dniu 28 kwietnia 2022 roku ogłoszono żałobę. W czasie trwania akcji ratunkowej KWK Zofiówka odwiedzili premier Mateusz Morawiecki i prezydent RP Andrzej Duda.

## Ofiary katastrofy
1. Krystian Dziekan (lat 29)
2. Sławomir Karpiel (lat 29)
3. Arkadiusz Kurak (lat 36)
4. Przemysław Mosiek (lat 29)
5. Robert Najda (lat 36)
6. Grzegorz Parzych (lat 40)
7. Łukasz Paszek (lat 33)
8. Michał Rugor (lat 35)
9. Krzysztof Sobik (lat 34)
10. Kazimierz Zielonka (lat 50)

- Źródło:[3].